# NGC 6983
NGC 6983 (другие обозначения — PGC 65759, ESO 286-14, MCG -7-43-4, IRAS20533-4410) — галактика в созвездии Микроскоп.
Этот объект входит в число перечисленных в оригинальной редакции «Нового общего каталога».